# Qatanna
Qatanna, en arabe : قطنّه, est une ville du gouvernorat de Jérusalem en Palestine. Elle est située à douze kilomètres au nord-ouest de Jérusalem.
Selon le recensement du bureau central palestinien des statistiques, la localité compte une population de 6 981 habitants en 2017.